# Taksila (satrapija)
Taksila je drevna pokrajina (satrapija) Perzijskog Carstva u Južnoj Aziji koja približno obuhvaća zapadni dio moderne pokrajine Pandžab u Pakistanu. Oko 518. pr. Kr. osvojio ju je perzijski vladar Darije Veliki koji je spominje na Behistunskim natpisima, no perzijska vladavina nad regijom nije dugo potrajala. Arheološki nalazi pokazuju kako nije zabilježena prisutnost zapadnjačkih vojski u antičko doba, dok je 2002. godine otkrivena perzijska zgrada iz ahemenidskog razdoblja.

## Vanjske poveznice
- Taksila (Taxila), Livius.org, Jona Lendering  Arhivirana inačica izvorne stranice od 13. listopada 2004. (Wayback Machine)
- Taksila (enciklopedija Britannica)
- Taksila, UNESCO-ov centar za Svjetsku baštinu
- Darije: Četiri carske liste, Livius.org  Arhivirana inačica izvorne stranice od 2. lipnja 2009. (Wayback Machine)